# آرنولد هایتس (کالیفرنیا)
آرنولد هایتس (به انگلیسی: Arnold Heights) یک منطقهٔ مسکونی در ایالات متحده آمریکا است که در شهرستان ریورساید، کالیفرنیا واقع شده‌است. آرنولد هایتس ۴۷۵ متر بالاتر از سطح دریا قرار دارد.